# オレンジ屋根の小さな家
『オレンジ屋根の小さな家』（おれんじやねのちいさないえ）は、山花典之による日本の漫画作品。サブタイトルは「My Little Home」。2005年から2007年に『ビジネスジャンプ』（集英社）で連載。全64話、単行本全8巻(ヤングジャンプ・コミックス・ビージャン)。

## 概要
『ビジネスジャンプ』（集英社）の2005年8号から2008年1号に連載。作者が、家族の良さ、楽しさを伝えたいというメッセージを伝えたいという動機で連載を始めた作品。単行本には、キリスト教を信仰する作者が作品を通じて伝えたいメッセージとして、聖書の言葉が引用されている。

## あらすじ
主人公の二ノ宮正太郎は、有休無消化賞を受賞するほど勤勉な会社員だった。しかし、それが原因で妻が離婚届を突きつけ、家を出てしまう。妻に帰ってきてもらおうと、正太郎はオレンジ色の屋根の家を購入して息子たちと入居するが、その新居にこの家を購入したという女性・岡島菜摘と娘たちがやってきて、互いに不動産詐欺に遭ったことがわかる。2組の家族は、やむを得ず奇妙な同居生活を送りはじめるが、やがて、互いに絆が深まっていき、正太郎と菜摘の距離も近づいていく。

## 登場人物
二ノ宮 正太郎（にのみや しょうたろう）
この物語の主人公。最初はハナマル電器の横浜3号店店長。後に川崎2号店を経て、松月デパートにヘッドハンティングされる。いわゆるまじめ人間で、仕事に没頭しすぎて妻に逃げられた。陽太と亮太の父親。妻の友梨とは見合い結婚。
仕事に没頭して妻が寂しい思いをしたのではないかと菜摘に諭され、子煩悩、家族を大切にするようになった。岡島家と同居する際、両家のややこしい関係を近所に公言するほどクリーンな男。身長185cm
岡島 奈摘（おかじま なつみ）
旧姓矢野（やの）。通称ナッチ。この物語のヒロイン。リナとルナの母親。
性格は温厚。器量がよく、明るく社交的。お嬢様な立ち振る舞いが随所に見られる人妻。だらしない前夫に三行半をつけ「オレンジ屋根の小さな家」を購入し、家族3人で生活する予定だった。社会人経験はあり、お茶酌みをやっていたことから、一般的なＯＬは経験しているようだ。妹の晴美によると典型的な「頼り型」の人間。しかしながら一度決心したらすぐ行動に現れる面も見られ、その猪突猛進さを正太郎は心配しながら見守っている。身長169cm
二ノ宮 陽太（にのみや ようた）
二ノ宮家の長男。小学4年生。
性格は明るく単純な性格。サッカー部に所属。妹を持つことにあこがれていた時があった。正太郎との関係は良好。
岡島 リナ（おかじま りな）
岡島家の長女。小学4年生。
二ノ宮家と岡島家は他人という一線を引き続ける娘。母親よりもクールに物事を考えることがある。父に対してのトラウマから大人の男性を怖がる。ジュニアモデルを目指す。母菜摘との関係は良好。
二ノ宮 亮太（にのみや りょうた）
二ノ宮家の次男。ルナと幼稚園が同じ。電車に関わるの知識に富み、5歳にしてクイズ番組で優勝した。泣き虫。
岡島 ルナ（おかじま るな）
岡島家の次女。亮太と幼稚園が同じ。亮太といち早くなじみ、仲が良い。
畑中 友梨（はたなか ゆり）
旧姓二ノ宮。正太郎の前妻。仕事一筋だった正太郎に離婚届を突きつけ、昔の恋人の建築デザイナーと結婚。静岡県三島市在住。
栗原 晴美（くりはら はるみ）
奈摘の妹。正太郎が店長を務める電器店で派遣として働いたり、探偵事務所で働いて菜摘らを騙した詐欺師を探したりするなど行動的。率直に物を言う性格。
青山（あおやま）
隣に住んでいる住人。
赤城（あかぎ）
向かいに住んでいる住人。
花菱（はなびし）
歯科医。マダムキラーと言われていて、嫌がる菜摘に言い寄ってくる。
松坂 五月（まつざか さつき）
松月デパートの社長令嬢。デパートの跡取りになるため、有能な正太郎を夫にしようと画策する。
松本 のぞみ（まつもと のぞみ）
正太郎の幼なじみ。隣に引っ越してきて、正太郎のハートを射止めようとする。

## 書誌情報
- 山花典之『オレンジ屋根の小さな家』集英社〈ヤングジャンプ・コミックス・ビージャン〉
  1. 「あこがれのマイホーム」 ISBN 4-08-876842-6
  2. 「なかよしさん」 ISBN 4-08-877028-5
  3. 「うちのヒミツ」 ISBN 4-08-877087-0
  4. 「チューした!」 ISBN 4-08-877134-6
  5. 「負けるなママ!」 ISBN 4-08-877208-3
  6. 「ちからを合わせて」ISBN 978-4-08-877253-0
  7. 「チームワーク」ISBN 978-4-08-877331-5
  8. 「ママとパパのけっこんしき」ISBN 978-4-08-877403-9